# Гомес, Томас
То́мас Го́мес (англ. Thomas Gomez; 10 июля 1905, Нью-Йорк, Нью-Йорк — 18 июня 1971, Санта-Моника, Калифорния) — американский актёр театра, кино и телевидения.

## Биография
Сабино Томас Гомес родился 10 июля 1905 года в Нью-Йорке. В 1923 году окончил высшую школу, с 1925 года начал играть в театре, его учителем был актёр и театральный режиссёр Уолтер Хэмпден (англ. Walter Hampden). На сцене театра Гомес пробыл до 1963 года, играл в постановках «Гамлета», «Генриха V», «Сирано де Бержерака», «Чайки», «Кошки на раскалённой крыше», «Человека на все времена» и др.
Впервые на экранах появился в 1942 году, исполнив роль немецкого шпиона мистера Мида в фильме «Шерлок Холмс и голос ужаса», всего за 30 лет кино-карьеры появился в почти сотне фильмов и сериалов. В 1948 году номинировался на «Оскар» в категории «Лучшая мужская роль второго плана» за роль Панчо в фильме «Розовая лошадь», но не получил награды.
Скончался 18 июня 1971 года в результате травм, полученных в автомобильной катастрофе. Похоронен на Вествудском кладбище в Лос-Анджелесе.

## Избранная фильмография
- 1942 — Шерлок Холмс и голос ужаса / Sherlock Holmes and the Voice of Terror — мистер Мид, немецкий агент
- 1942 — Арабские ночи / Arabian Nights — Хаким
- 1942 — Питтсбург / Pittsburgh — Джо Малнек
- 1942 — Кто это сделал? / Who Done It? — полковник Эндрюс
- 1943 — Корвет K-225 / Corvette K-225 — Смити
- 1944 — Кульминация / англ. The Climax — граф Сибрак
- 1944 — В обществе / англ. In Society — Дрексел
- 1944 — Леди-призрак / Phantom Lady — инспектор Бёрджесс
- 1944 — Не могу не петь / англ. Can't Help Singing — Джейк Карстейрс
- 1944 — Глаза мертвеца / Dead Man's Eyes — капитан Друри
- 1947 — Двойная жизнь / англ. A Double Life — Кассио (голос)
- 1947 — Розовая лошадь / Ride the Pink Horse — Панчо
- 1947 — Сингапур / Singapore — мистер Морибус
- 1947 — Джонни О'Клок / англ. Johnny O'Clock — Пит Марчеттис
- 1947 — Капитан из Кастилии / англ. Captain from Castile — святой отец Бартолом Ромеро
- 1948 — Сила зла / Force of Evil — Лео Морс
- 1948 — Ки-Ларго / Key Largo — Ричард «Кудряшка» Хофф
- 1948 — Крепость / Casbah — Лювиан
- 1949 — Я вышла замуж за коммуниста / I Married a Communist — Ваннинг
- 1949 — Приходи в конюшню / англ. Come to the Stable — Луиджи Росси
- 1949 — Полуночный поцелуй[англ.] / That Midnight Kiss — тенор Гуидо Руссино Бетелли
- 1950 — Ким / Kim — эмиссар
- 1950 — Фурии / The Furies — Эль Тигр
- 1951 — Анна — королева пиратов / англ. Anne of the Indies — Чёрная Борода
- 1952 — Весёлая вдова / The Merry Widow — король Маршовии
- 1952 — Макао / Macao — лейтенант Себастиан
- 1952 — Измена / The Sellout — Келлвин С. Бёрк
- 1954 — Приключения Хаджи-Бабы / англ. The Adventures of Hajji Baba — Осман Ага
- 1956 — Трапеция / Trapeze — Бульоне
- 1956 — Завоеватель / The Conqueror — Ванг Кан
- 1959 — Но не для меня / But Not for Me — Деметриос Бакос
- 1959 — Джон Пол Джонс / John Paul Jones — Эсек Хопкинс
- 1959, 1961 — Сумеречная зона / Twilight Zone — разные роли (в двух эпизодах)
- 1960, 1961 — Шоссе 66 / Route 66 — разные роли (в двух эпизодах)
- 1961 — Лето и дым / Summer and Smoke — Захарий
- 1964, 1965 — Правосудие Бёрка / англ. Burke's Law — разные роли (в двух эпизодах)
- 1968 — Вали отсюда, Джо / Stay Away, Joe — дедушка
- 1970 — Под планетой обезьян / Beneath the Planet of the Apes — министр
- 1972 — Дымок из ствола / Gunsmoke — Огастин (в одном эпизоде)